# ダノンネーションズカップ
ダノンネーションズカップ（英: Danone Nations Cup）は、10歳から12歳までの小学生年代（U-12年代）のを対象とした国際サッカー連盟（FIFA）公認の国際サッカー大会である。

## 概要
それぞれの国内大会を勝ち上がった各国の代表チームが一堂に会して、U-12年代の世界一チームを決める。世界各地で行われる予選会（日本の場合はダノンネーションズカップ in JAPANで2004年から開催）で優勝したチームが出場する。元フランス代表で現レアル・マドリード監督のジネディーヌ・ジダンが大会アンバサダーを務めている。フランスに拠点を置く食品メーカー「ダノン」が冠スポンサーであることから開催地はフランスで固定されていたが、現在は各国で持ち回り開催となっている。

## 開催方式
3日間かけて開催され、初日は予選リーグが行なわれ、4チームずつが8グループに分かれて総当たり戦が行われる。各グループ上位2チームが上位トーナメント、下位2チームが下位トーナメントに進出する。予選は前後半10分ずつで行なわれ、その間に3分間のインターバル（ハーフタイム）がある。2日目はトーナメント方式で1チームあたり3試合が行われ、勝ったチームが別のトーナメントで勝利したチームと、負けたチームが別のトーナメントで敗退したチームと対戦していく。最終日は順位決定戦となり、最後に勝ち抜いたチームで決勝戦が行なわれる。トーナメントおよび順位決定戦は前後半の区別がなく20分通しで行われ、インターバルはない。その他のルールは8人制サッカーに準ずる。

## 結果

### 男子
| 年度 | 決勝戦会場                             | 優勝チーム       | 準優勝チーム | 日本代表チーム              | 成績 |
| ---- | -------------------------------------- | ---------------- | ------------ | --------------------------- | ---- |
| 2000 | パリ, パルク・デ・プランス             | フランス         | トルコ       | -                           | -    |
| 2001 | パリ, パルク・デ・プランス             | レユニオン       | オランダ     | U-13日本選抜                | 18位 |
| 2002 | パリ, パルク・デ・プランス             | アルゼンチン     | オランダ     | U-12日本選抜                | 7位  |
| 2003 | パリ, パルク・デ・プランス             | 南アフリカ共和国 | ポルトガル   | U-12日本選抜                | 13位 |
| 2004 | パリ, パルク・デ・プランス             | スペイン         | スイス       | ヴェルディジュニア          | 11位 |
| 2005 | リヨン, スタッド・ジェルラン           | ロシア           | トルコ       | 柏レイソルU-12              | 9位  |
| 2006 | リヨン, スタッド・ジェルラン           | レユニオン       | スイス       | 柏レイソルU-12              | 6位  |
| 2007 | リヨン, スタッド・ジェルラン           | 南アフリカ共和国 | フランス     | ヴェルディジュニア          | 7位  |
| 2008 | パリ, パルク・デ・プランス             | フランス         | ロシア       | 川崎フロンターレU-12        | 10位 |
| 2009 | ヨハネスブルグ, オーランド・スタジアム | 南アフリカ共和国 | スイス       | 川崎フロンターレU-12        | 4位  |
| 2010 | ヨハネスブルグ, オーランド・スタジアム | メキシコ         | ウルグアイ   | 川崎フロンターレU-12        | 5位  |
| 2011 | マドリード, サンティアゴ・ベルナベウ   | ブラジル         | タイ         | 川崎フロンターレU-12        | 9位  |
| 2012 | ワルシャワ, 国立競技場                 | 韓国             | 日本         | レジスタFC                  | 2位  |
| 2013 | ロンドン, ウェンブリー・スタジアム     | フランス         | ブラジル     | 横浜F・マリノスプライマリー | 3位  |
| 2014 | サンパウロ, コリンチャンス・アレーナ   | 日本             | パラグアイ   | 横河武蔵野FCジュニア        | 優勝 |
| 2015 | マラケッシュ スタッド・ド・マラケシュ  | モロッコ         | メキシコ     | 川崎フロンターレU-12        | 9位  |
| 2016 | サン＝ドニ, スタッド・ド・フランス     | ドイツ           | 日本         | ヴァンフォーレ甲府U-12      | 2位  |
| 2017 | レッドブル・アリーナ                   | メキシコ         | アルゼンチン | 柏レイソルU-12              | 13位 |
| 2018 | -                                      | -                | -            | 江南南サッカー少年団        | -    |
| 2019 | バルセロナ, RCDEスタジアム             | メキシコ         | スペイン     | ヴァンフォーレ甲府U-12      | 11位 |
| 2020 | インドネシアの旗                       |                  |              |                             |      |

### 女子
| 年度 | 決勝戦会場                 | 優勝チーム | 準優勝チーム | 日本代表チーム         | 成績 |
| ---- | -------------------------- | ---------- | ------------ | ---------------------- | ---- |
| 2017 | レッドブル・アリーナ       | ブラジル   | カナダ       | 未参加                 | -    |
| 2018 | -                          | -          | -            | 千葉中央FC U12ガールズ | -    |
| 2019 | バルセロナ, RCDEスタジアム | スペイン   | フランス     | 千葉中央FC U12ガールズ | 4位  |
| 2020 | インドネシアの旗           |            |              |                        |      |